# Eucallista purpurata
Eucallista purpurata (o Amiantis purpurata en otras taxonomías), cuyo nombre común es almeja rosada, es una especie de molusco bivalvo de la familia Veneridae nativa de América del Sur, donde se encuentra en las costas de Argentina, Uruguay y Brasil. Fue clasificado por Jean-Baptiste Lamarck en 1818; originalmente llamado Cytherea purpurata.

## Descripción
Las conchas son, en el exterior, de color púrpura y rosado blancuzco en forma de anillos concéntricos. Las valvas tiene forma subovalada y subtriagular inflada y el umbo es curvo. El interior de las valvas son de color blanco. Tiene una longitud promedio de 52 mm de ancho y una altura de 47 mm.
Normalmente maduran sexualmente al segundo año de vida.

## Distribución geografía y hábitat
La distribución del molusco se limita desde las costas de Espírito Santo en Brasil hasta el golfo San Matías en Argentina. La almeja rosada habita en una zona intermareal hasta un máximo de 10 metros de profundidad y en aguas con una temperatura media de entre 20 y 40 °C.

## Uso humano
Es una especie comestible. En 1996, se capturaron más de 380 toneladas de almejas rosadas para su uso comercial.
En los restos arqueológicos en Saquarema, Pontinha y Moa, se encuentran algunos ejemplares bien conservados, presentando pequeñas perforaciones que indicarían que, además de participar en la dieta de los pueblos indígenas de Brasil, también debió ser utilizada para la ornamentación corporal debido a su coloración púrpura.

## Estado de conservación
No se encuentra en ninguna categoría de protección, ni en la Lista Roja de la IUCN (International Union for Conservation of Nature) ni en CITES (Convention on International Trade in Endangered Species of Wild Fauna and Flora).